# ألكسندر الثاني من إسكتلندا
ألكسندر الثاني (بالغيلية الإسكتلندية: Alasdair II na h-Alba) ولد في (24 آب 1198) وتوفي في (6 تموز 1249)، كان ملك إسكتلندا من 1214 حتى وفاته في عام 1249.
ولد في هادينغتون، مركز مقاطعة لوثيان الشرقية، وهو الابن الوحيد للملك الإسكتلندي وليام الأسد. أمضى وقتا في إنكلترا قبل أن يخلف والده على الملك بعد وفاة والده في 4 ديسمبر 1214، وتم تتويجه في 6 ديسمبر من العام نفسه.